# Horst Sendler

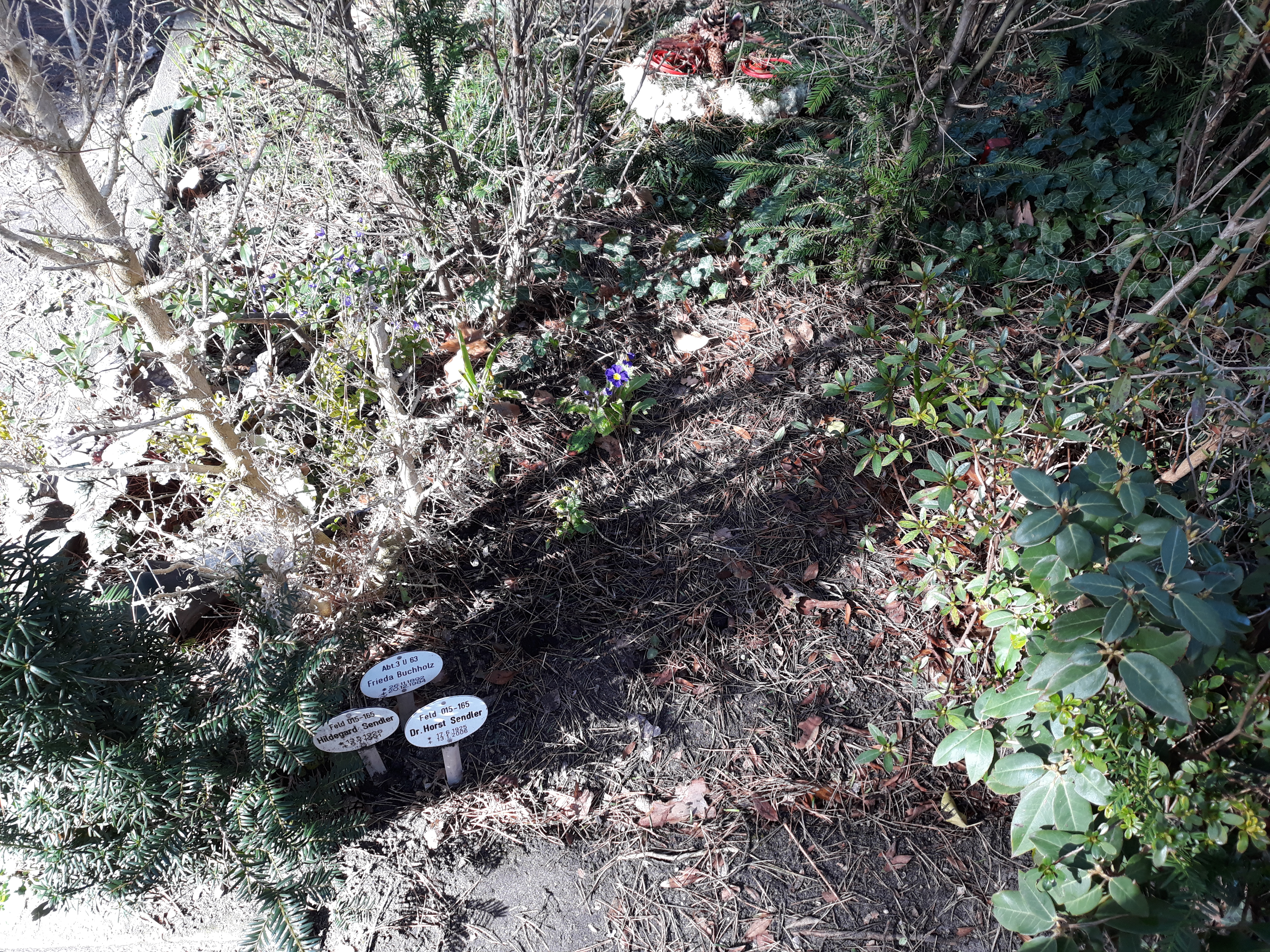
Das Grab von Horst Sendler auf dem Waldfriedhof Dahlem

Horst Sendler (* 17. Juni 1925 in Kamenz; † 13. Januar 2006 in Berlin) war ein deutscher Jurist. Er war und von 1980 bis 1991 Präsident des Bundesverwaltungsgerichts.

## Leben
1956 promovierte Sendler an der Freien Universität Berlin (FU) und durchlief ab 1958 die Verwaltungslaufbahn in der Berliner Senatsverwaltung für Inneres. Ab 1969 war Sendler Honorarprofessor an der FU.
Ab 1966 war er Richter (4. Senat), ab 1976 Vizepräsident und Vorsitzender des 7. Senats und von 1980 bis 1991 Präsident des Bundesverwaltungsgerichts.
Sendler war von 1992 bis 1997 Vorsitzender der von Klaus Töpfer eingesetzten Unabhängigen Sachverständigenkommission zum Umweltgesetzbuch, dessen Einführung am 1. Februar 2009 erneut scheiterte.
In seiner Veröffentlichung Michael Kohlhaas gestern und heute (1985) beschäftigte er sich mit den Wurzeln des deutschen Terrorismus. Sendler war ab 1997 Mitglied der Gesetzlosen Gesellschaft zu Berlin (Mitgliedsnummer 566).

## Ehrungen
Erstmals im Jahr 2019 wurde vom Bundesverwaltungsgericht der Horst-Sendler-Preis des Bundesverwaltungsgerichts ausgelobt, welcher im 2-Jahresrhytmus in zwei Klassen (Monographien und Aufsätze) verliehen wird.